# 얀 키르히호프
얀 틸만 키르히호프(Jan Tilman Kirchhoff, 1990년 10월 1일, 헤센 주 프랑크푸르트 암 마인 ~ )는 독일의 전 축구 선수이다. 2008년부터 1. FSV 마인츠 05에서 뛰었고 2012-2013시즌 종료 후 자유 계약으로 FC 바이에른 뮌헨에 합류했다. 바이에른 뮌헨에서는 주로 교체 출전으로 경기에 출전하였다. 큰 키를 이용한 제공권 장악이 강점이다.